# Gopal Balakrishnan
Gopal Balakrishnan (27 de febrero de 1966) es un exprofesor universitario indio radicado en Estados Unidos. Fue parte del History of Consciousness Department en la Universidad de California, Santa Cruz, enfocado en pensamiento político, historia intelectual y teoría crítica.

## Biografía
Estudió Historia Intelectual Europea y Sociología histórica en la Universidad de California en Los Ángeles durante la década de 1990 con Perry Anderson, Robert Brenner, Rogers Brubaker y Michael Mann. Antes de mudarse a Santa Cruz, fue profesor asistente en la Universidad de Chicago.
En 2017, varias personas publicaron acusaciones de que Balakrishnan había cometido asalto sexual en múltiples ocasiones. UC Santa Cruz lanzó una investigación en 2017 que se extendió en mayo de 2018. En octubre de 2018, Balakrishnan permaneció con licencia administrativa pagada. Posteriormente fue retirado como miembro del consejo editorial de la New Left Review. En septiembre de 2019, fue despedido de su puesto en UCSC por sus acciones de conducta sexual inapropiada, convirtiéndose en el primer miembro de la facultad en ser despedido en UCSC.

## Publicaciones

### Libros
- Balakrishnan, Gopal; Anderson, Benedict, eds. (1996). Mapping the nation. Verso.
- Balakrishnan, Gopal (2000). The enemy: an intellectual portrait of Carl Schmitt. Verso.
- Balakrishnan, Gopal, ed. (2003). Debating Empire. Verso.
- Balakrishnan, Gopal (2009). Antagonistics: capitalism and power in an age of war. Verso.

### Artículos
- Balakrishnan, Gopal (September–October 2000). «Hardt and Negri's Empire». New Left Review (New Left Review) II (5).

Review of the book Empire by Michael Hardt and Antonio Negri.
- Balakrishnan, Gopal (September–October 2003). «Algorithms of war». New Left Review (New Left Review) II (23).
- Balakrishnan, Gopal (September–October 2009). «Speculations on the stationary state». New Left Review (New Left Review) II (59).
- Balakrishnan, Gopal (November–December 2010). «The coming contradiction». New Left Review (New Left Review) II (66).